# Ibanez K7
La  Ibanez K7 è una chitarra elettrica sviluppata dalla Ibanez per e in collaborazione coi chitarristi Munky e Head dei Korn. 
Ha sette corde, corpo con design RG in mogano con manico in acero e tastiera in palissandro a 24 tasti, ponte tremolo su licenza di Floyd Rose (Lo-Pro 7 o Edge-Pro 7), pickups DiMarzio P.A.F.